# Deeping Saint James
Deeping Saint James is een civil parish in het bestuurlijke gebied South Kesteven, in het Engelse graafschap Lincolnshire met 7051 inwoners.